# محمد شفيق حمدام
محمد شفيق حمدام، هو كاتب وناشط سياسي أفغاني، ومسؤول حكومي كبير في أفغانستان، ويخدم كمستشار لرئيس جمهورية أفغانستان الإسلامية، ورئيس الشبكة الأفغانية لمكافحة الفساد. ترشح لجائزة نوبل للسلام عام 2013.

## النشأة وتعليمه
وُلد حمدام في يناير 1981 في قرية أليشنغ، التي تقع في مقاطعة لغمان في أفغانستان. التحق عام 1996 بمدرسة لام إي شاهد الثانوية في كابل. تخرج من مدرسة شاهد محمد عارف الثانوية عام 1999 في جلال أباد. التحق في ذات العام بكلية العلوم السياسية في جامعة نانكرهار. حصل على البكالوريوس عام 2002 في العلوم الصحية من معهد نانكرهار للعلوم الصحية. في عام 2003، حصل على دبلوم متقدم في الإدارة والاقتصاد من الكلية السويسرية للإدارة والاقتصاد. تخرج عام 2010 من مركز جورج س. مارشال، وهو مركز أوروبي للدراسات الأمنية في ألمانيا، حيث درس الأمن المتقدم والعلاقات الدولية، وهو خريج البرنامج التنفيذي بكلية جون ف. كينيدي للعلوم الحكومية في جامعة هارفارد. حصل أيضاً على درجة الماستر في الأمن القومي من معهد السياسة العامة في واشنطن العاصمة. يتقن حمدام عدة لغات، بما فيها الداري والباشو والإنكليزية.

## تاريخ مسيرته
يعمل حمدام مستشاراً لرئيس جمهورية أفغانستان الإسلامية في الشؤون الدولية. يعمل في شؤون الأمم المتحدة في أفغانستان بصفته نائب المستشار الأول للرئيس. تأسس المكتب الاستشاري الأول للرئيس المعني بشؤون الأمم المتحدة في أوائل عام 2017 في مكتب الرئيس كمجلس سياسي استشاري. عمل المكتب على برنامج «ون يو إن فور أفغانستان». وهو إطار عمل استراتيجي حلّ محل إطار عمل الأمم المتحدة للمساعدة الإنمائية في أفغانستان. ونجحت الاستشارية أيضاً في صياغة إطار عمل للمساءلة المتبادلة بين حكومة أفغانستان والأمم المتحدة. كان برنامج «ون يو إن» واحد من أكثر المهمات صعوبة لعائلة الأمم المتحدة والحكومة الأفغانية، لكن المكتب الاستشاري كان قادراً على القيام به بنجاح. بموجب إطار العمل الجديد، تعين على الأمم المتحدة ملاءمة برامجها ومشاريعها على أساس الاستراتيجيات والأولويات الوطنية لأفغانستان.

## محاربة الفساد
قال حمدام أن الفساد هو المشكلة الكبرى التي تغذي عدم الأمان في أفغانستان، بالإضافة إلى التمرد وزراعة الخشخاش وتجهيز وتهريب المخدرات. لقد شكل أكبر مجموعة من الناشطين الاجتماعيين المتطوعين من جميع أنحاء أفغانستان لمحاربة الفساد، والتي تُعد من أخطر وأصعب الوظائف في واحد من أكثر البلدان غير المستقرة والفاسدة في العالم. من خلال المظاهرات السلمية والاحتجاجات، مثل سباق طوله 5 كيلومترات ضد الفساد، حشد حمدام الآلاف من المواطنين للضغط على الحكومة من أجل الإصلاح، وقد حشد الشباب والطلاب والنساء أيضاً للمشاركة في مكافحة الفساد. يعد حمدام ناشط صريح، وقد كشف عن قضايا مسؤولين فاسدين كبار ونادى بملاحقة أعضاء مجلس الوزراء وكبار السياسيين. وكشف حمدام عن حالات «انتزاع الأراضي» وفساد كبار المسؤولين الحكوميين وأعضاء الحكومة، ودعا إلى شفافية الانتخابات والإصلاح. لعب أيضاً دوراً أساسياً في فضح فساد بنك كابول، إذ تعرض ما يقرب من مليار دولار للنهب والفساد، مما أدى إلى انهيار البنك. وكان حمدام من منتقدي حكومة كرزاي لعدم اتخاذها خطوات حازمة لمحاربة الفساد، وفي مقابلة مع شبكة سي بي إس التلفزيونية، قال إن الفساد يبدأ من الشارع ويذهب إلى القصر، ووصف حكومة كرزاي بأنها أكثر الحكومات فساداً على الإطلاق. وقد دعا عدة مرات للضغط على الحكومة الأفغانية لمحاربة الفساد، وهو ينظر إلى الفساد باعتباره مشكلة رئيسية للبلد.

## الشؤون الأفغانية
يتابع حمدام عن كثب تطورات أفغانستان والدول الإقليمية. بعد متابعة شؤون أفغانستان كمراقب، حضر المؤتمر الدولي حول أفغانستان عام 2006 في هولندا، وقمة الناتو في لشبونة، البرتغال عام 2010، ومؤتمر بون الثاني حول أفغانستان، وقمة الناتو في شيكاغو عام 2011، وعشرات المؤتمرات الوطنية والدولية الأخرى في أفغانستان. راقب، ضمن عمله كمراقب، الانتخابات الرئاسية الأفغانية في 2004 و2009، والانتخابات البرلمانية والمحلية في أفغانستان في 2005، واللويا جيرغا التقليدية بشأن أفغانستان واتفاقية الشراكة الاستراتيجية الأمريكية.
من خلال الدعوة لعلاقة أوثق مع الحلفاء الغربيين، لعب حمدام دوراً أساسياً في توقيع اتفاقية الأمن الثنائية (بي إس إيه) بين أفغانستان والولايات المتحدة، وقع أيضاً على الرسالة الموجهة إلى الرئيس أوباما، بين القادة والناشطين الأفغان الآخرين، والتي دعا فيها لاتفاقية بي إس إيه، وجاء في نص الرسالة: «إننا نردد بشدة تأييد اتفاقية الأمن الثنائية الشهر الماضي في اللويا جيرغا، ونكرر التأكيد على ضرورة توقيع الاتفاقية دون تأخير. صوتنا يعكس مجموعة متزايدة من جميع شرائح المجتمع الأفغاني، بما في ذلك قادة المجتمع الديني ومسؤولي قطاع الأعمال الذين ما زالوا قلقين بشأن مستقبل بلدنا ويرغبون في رؤية الانتهاء السريع من اتفاقية الأمن الثنائية.»
انُتقد حمدام في كثير من الأحيان بسبب آرائه المؤيدة للغرب من قِبل بعض السياسيين الأفغان ومن خلال بعض الشخصيات المعادية للغرب. يُنظر إليه باعتباره مؤيد للغرب. وبصفته مستشار دبلوماسي عام رفيع المستوى للناتو، فقد دافع غالباً عن سياسات الناتو، واعتبره المتطرفون مدعوماً من قِبل الناتو، وقد دافع حمدام في العديد من المناسبات عن مواقف الناتو ودعا إلى أن تصبح أفغانستان عضواً فيه. تعرض لانتقادات واسعة من قِبل الإسلاميين بسبب نشره لإحدى مقالاته التي ناشد فيها قادة الاتحاد الأوروبي قائلاً: «أفغانستان وحدها لا تستطيع أن تصل إلى هدفها بتقليص الفساد، إنها تحتاج دعماً من المجتمع الدولي.» إذا صرح بوضوح أيضاً أن أفغانستان يجب أن تكون عضواً في حلف الناتو. بعد الانتهاء من مهمة القدرة الدولية للمساعدة الدولية للمساعدة الأمنية، نصح في إحدى مقالاته بأن «الحكومة الأفغانية وحلف الناتو يجب أن يكونا قادرين على الدخول في علاقة جديدة وشاملة أوثق وأقوى وأكثر تبادلاً، وينبغي أن تستند على التزام متبادل وتعاون طويل الأمد مع كامل الاحترام فيما يتعلق بسيادة أفغانستان، وهي العلاقة التي يمكن أن تجعل أفغانستان عضواً في الناتو مستقبلاً.» في حين أن بعض المحللين وصفوا مهمة القوة الدولية للمساعدة الأمنية بأنها فاشلة، إلا أن حمدام وصف ذلك بنجاح تاريخي وكبير.

## مسيرته ككاتب
يكتب حمدام لصالح موقع «ذا هوفنتغون بوست» والعديد من الصحف والمجلات الأفغانية الرائدة في الشؤون السياسية والأمنية والخارجية. يتكلم حمدام عن القضايا المتعلقة بالفساد وشؤون أفغانستان التي أظهرها في عدد من وسائل الإعلام الوطنية والدولية مثل تولو تي في، آويانا تي في، آر إن إي/آر إل، بي بي سي، تي آر تي تي في، شبكة الجزيرة التلفزيونية، ذا واشنطن بوست وغيرها من وسائل الإعلام الوطنية والدولية الرئيسية.
يعتبر حمدام متفائلاً بشأن أفغانستان. بعد انتهاء عقد واحد من مهمة القوة الدولية للمساعدة الأمنية في أفغانستان، كتب في منصة «أوبن ثنك» شكر للسياسة الخارجية أن أفغانستان عام 2001 لا تقارن بأفغانستان عام 2015. مع وجود 352.000 من قوات الأمن القومي الأفغاني القوية، بدعم من الولايات المتحدة وحلف الناتو، يأمل الأفغان ألا تعود بلادهم إلى الحقبة المظلمة مع تزايد في قطاع المجتمع المدني النابض بالحياة وعدد الشباب الكبير. وفي سبيل أن يبقى هذا الأمر فعالاً، يجب أن تواصل أفغانستان وحلفاؤها توسيع هذه الإنجازات على مدى العقد المقبل، مستبشرين بعصر جديد من التحول.
ينظر حمدام إلى الديمقراطية كظاهرة جديدة في أفغانستان ويؤكد على الإصلاح ومحاربة الفساد. وقد كتب في «يونيباث» وهي مجلة عسكرية احترافية تصدر كل ثلاثة أشهر بوساطة قائد القيادة المركزية للولايات المتحدة كمنتدى دولي للعسكريين في الشرق الأوسط وآسيا الوسطى: «تعمل الحكومات والمؤسسات بشكل مختلف في المجتمعات الديمقراطية. لذلك لا يقتصر الأمر على محاربة الإرهاب والمتطرفين، بل يمثل الحكم الرشيد أولوية رئيسية لأفغانستان. ساهم ضعف نقاط سيادة القانون ووجود <دوائر للإفلات من العقاب> والملاذات الآمنة للأفراد والمسؤولين الفاسدين في أفغانستان وخارجها في انتهاكات حقوق الإنسان وفي الظلم.»

## الجوائز
- مرشح لجائزة نوبل للسلام عام 2013
- خطاب تقدير من المتكلم باسم مجلس الشيوخ
- خطابات تقدير من قيادات الناتو
- عملات التميز من الجيش الأمريكي
- عملات التميز من البحرية الأمريكية
- عملات التميز من الناتو
- سفير للشباب عام 2013
- إدراج ملف شخص لحمدام على منصة «أوبن ثنك» في السياسة الخارجية[15]